# 뤼첸탈
뤼첸탈(Lütschental) 또는 뤼치네 계곡은 스위스 베른주의 인터라켄-오버하슬리구에 있는 마을이자 기초자치체이다. 뤼첸탈은 ‘뤼치네강 계곡’을 뜻한다.

## 역사
뤼첸탈은 1238년에 리신탈(Liscinthal)로 처음 언급되었다. 1275년에는 리첸탈(Lyzental)로 언급되었다.
중세 시대에 뤼치네 계곡은 운슈푼넨 지배권역의 일부였다. 13세기와 14세기 동안 인터라켄 수도원는 마을의 토지와 권리를 획득하여 결국 그 지역의 토지와 사람들의 대부분을 소유하게 되었다. 1349년에 마을 주민들은 베른고원의 다른 마을에 합류하여 수도원에 대한 반란을 일으켰지만 실패했다. 1528년, 베른시는 개신교 종교개혁의 새로운 신앙을 받아들여 베르너 오버란트에 부과하기 시작했다. 뤼첸탈은 다른 많은 마을과 수도원에 합류하여 새로운 신앙에 대한 반란에 실패했다. 베른이 오버란트에 자신의 의지를 강요한 후, 그들은 수도원을 세속화하고 모든 수도원 땅을 합병했다. 뤼첸탈은 인터라켄의 베른 관할지의 일부가 되었다.
19세기 후반부터 주민들이 스위스 고원의 도시로 이주하거나 일자리를 찾아 이주하면서 마을의 인구가 감소했다. 1908년 융프라우 철도, 발전소 건설은 더 많은 일자리를 제공했지만, 인구 감소를 막을 수는 없었다. 오늘날 일부 주민들은 고산 초원에서 가축을 키우거나 소규모 관광 산업에서 일한다. 노동 인구의 약 절반이 인근 그린델발트 지자체로 통근한다.

## 지리

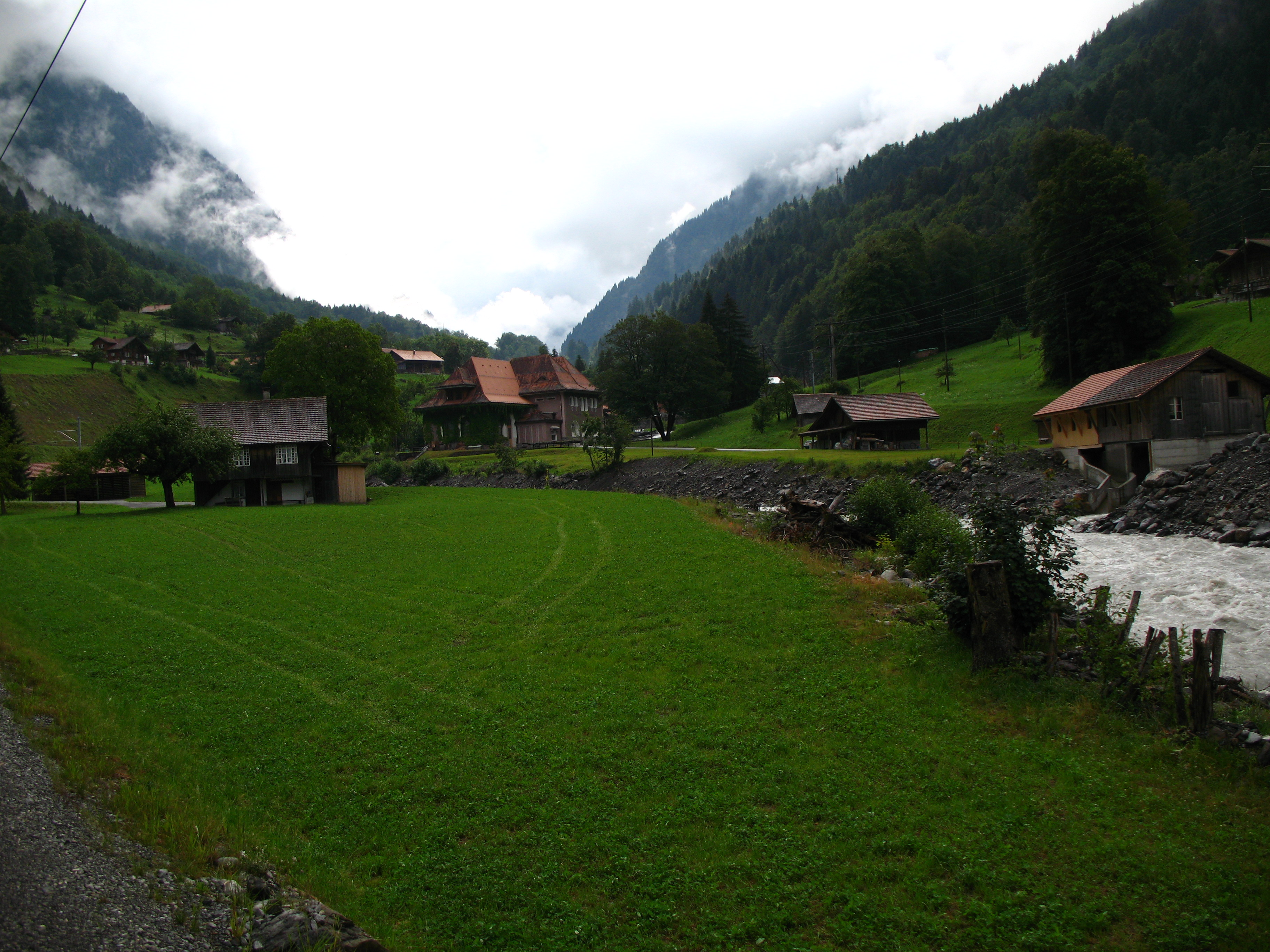
뤼치넨탈의 슈바르체(흑) 뤼치네강

뤼첸탈의 면적은 12.28k㎡이다. 이 면적 중 2.79k㎡ (22.6%)가 농업 목적으로 사용되는 반면 5.88k㎡ (47.6%)는 삼림으로 사용된다. 나머지 토지 중 0.24k㎡ (1.9%)가 정착(건물 또는 도로), 0.07k㎡ (0.6%)가 강 또는 호수이며 3.41k㎡ (27.6%)는 불모지이다.
건축면적 중 주택과 건물이 0.8%, 교통기반시설이 1.1%를 차지했다. 산림면적의 39.6%는 산림이 우거져 있고 4.4%는 과수원이나 작은 나무 군락으로 덮여 있다. 농경지 중 6.1%는 목초지이고 16.4%는 고산 목초지로 사용된다. 자치체의 모든 물은 흐르는 물이다. 비생산적인 지역 중 14.3%는 비생산적인 초목이고 13.3%는 초목이 자라기에는 너무 암석이 많은 지역이다.
시에서 가장 높은 산인 빈터에그(Winteregg)의 봉우리는 2,555m이다. 뤼첸탈은 인터라켄에서 그린델발트까지 이어지는 계곡에 자리 잡고 있다. 뤼첸탈이라는 이름은 그것을 통해 흐르는 “뤼치네강의 계곡”을 의미한다.
뤼첸탈은 그슈타이그빌러(Gsteigwiler) 자치체에 있는 그슈타이그 바이 인터라켄(Gsteig bei Interlaken) 교구에 속한다.
2009년 12월 31일에 자치체의 이전 지구인 암츠베지르크 인터라켄이 해산되었다. 다음 날 2010년 1월 1일에 새로 설립된 인터라켄-오버하슬리구에 합류했다.

## 인구통계
뤼첸탈의 인구(2020년 12월 기준)는 214명이다. 2010년 기준으로 인구의 7.2%가 거주하는 외국인이다. 지난 10년(2000-2010년) 동안 인구는 -8.4%의 비율로 변화했다. 이민은 -1.9%, 출생 및 사망은 -3.1%를 차지했다.
2000년 기준 인구 대부분을 차지하는 244명(96.4%)이 독일어를 모국어로 사용하고, 알바니아어가 5명(2.0%)으로 두 번째로 많이 사용하고, 네덜란드어가 1명(0.4%)으로 세 번째로 사용된다.
2008년 기준으로 인구는 남성 53.0%, 여성 47.0%이다. 인구는 115명의 스위스 남성(인구의 48.7%)과 10명(4.2%)의 비스위스계 남성으로 구성되었다. 스위스 여성은 104명(44.1%), 비 스위스 여성은 7명(3.0%)이었다. 지방 자치 단체의 인구 중 114 또는 약 45.1%가 뤼첸탈에서 태어나 2000년에 그곳에서 살았다. 같은 주에서 태어난 94 또는 37.2%가 있었고, 23 또는 9.1%가 스위스 타지에서 태어났다. 15명(5.9%)이 스위스 이외의 지역에서 태어났다.
2010년 기준으로 아동·청소년(0~19세)이 21.2%, 성인(20~64세)이 59.3%, 노인(64세 이상)이 19.5%를 차지한다.
2000년 기준으로 자치체에 미혼인 사람은 105명이다. 기혼자 121명, 미망인이 17명, 이혼 10명이었다.
2000년 현재 1인 가구는 20가구, 5인 이상 가구는 11가구이다. 2000 년에는 총 87채(전체의 68.5%)가 영구적으로 사용되었고, 33개(26.0%)가 계절적으로 사용되었으며 7개(5.5%)가 비어 있었다. 2011년 자치체 내 공실률은 2.24%였다.
역사적 인구는 다음 차트에 나와 있다.

## 교통

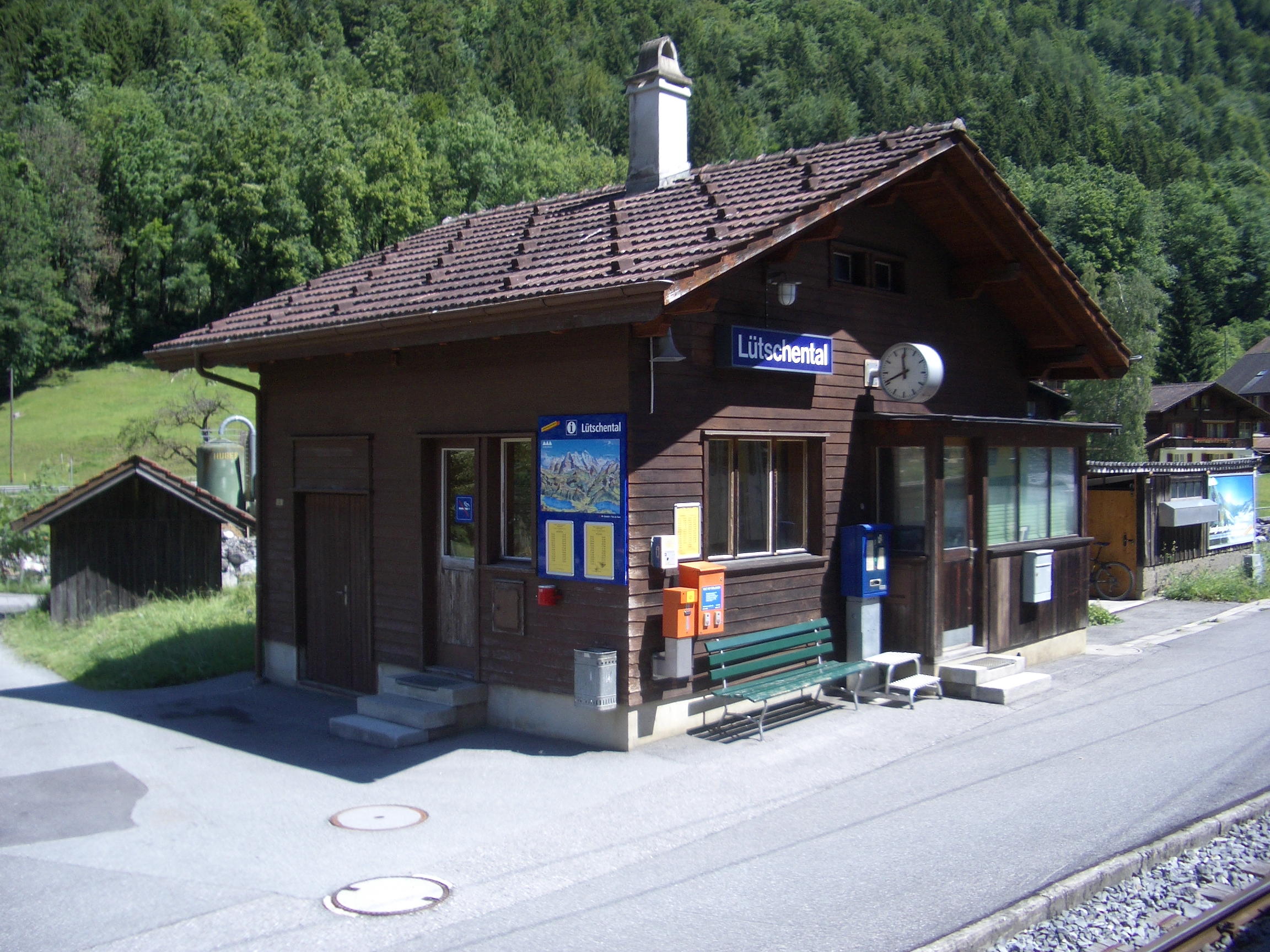
베르너 오버란트 철도 노선상의 뤼치넨탈역

뤼첸탈역은 베르너 오버란트 철도(Berner Oberland Bahn) 기차가 운행하며 인터라켄 동역과 그린델발트까지 매시간 또는 더 자주 운행한다.

## 경제
2011년 현재 뤼첸탈의 실업률은 1.92%이다. 2008년 기준으로 자치체에 고용된 사람은 총 74명이다. 이 중 1차 경제 부문에 38명이 고용되었고, 이 부문에 약 15개 기업이 참여했다. 14명이 2차 부문에 고용되었고, 이 부문에 1개의 사업체가 있었다. 22명이 3차 부문에 고용되어 있으며 이 부문에는 6개의 기업이 있다. 자치체 주민은 114명으로 일정 정도 고용되었으며, 그중 여성이 전체 노동력의 36.0%를 차지하였다.
2008년에는 총 51개의 정규직에 상응하는 일자리가 있었다. 1차 부문의 일자리 수는 19개였으며 모두 농업에 있었다. 2차 부문의 일자리 수는 14개였으며, 그중 0.0%는 제조업에 종사했다. 3차 부문의 일자리 수는 18개였다. 3차 부문에서는 3명(16.7%)이 도소매 또는 자동차 수리업에 종사했고, 4명(22.2%)이 상품 물류업에, 7명(38.9%)이 호텔 또는 레스토랑에, 4명(22.2%)가 교육에 종사했다.
2000년에는 자치단체로 출퇴근하는 근로자가 16명, 출퇴근한 근로자가 70명이었다. 지자체는 근로자의 순수 전입으로 들어오는 1명당 약 4.4명의 근로자가 지자체를 전출하고 있다. 근로 인구의 17.5%는 출퇴근을 위해 대중교통을 이용했고, 48.2%는 자가용을 이용했다.

## 종교
2000년 인구 조사에 따르면 14명(5.5%)가 로마 가톨릭 신자였으며, 223명(88.1%)가 스위스 개혁 교회에 속했다. 나머지 인구 중 다른 기독교 교회에 속한 8명의 개인(또는 인구의 약 3.16%)이 있었다. 이슬람교도는 9명(인구의 약 3.56%)이었다. 2명(0.79%)은 교회에 속하지 않았고, 불가지론자 또는 무신론자였으며 1명(0.40%)은 질문에 대답하지 않았다.

## 교육
뤼첸탈에서는 인구 약 99명(39.1%)가 비필수 고등 중등 교육을 완료했으며, 3명(1.2%)이 추가 고등 교육( 대학 또는 Fachhochschule )을 완료했다. 고등 교육을 이수한 3명 중 66.7%가 스위스 남자, 33.3%가 스위스 여자였다. 베른주의 학교 시스템은 1년의 비의무 유치원, 6년의 초등학교를 제공한다. 이후 3년 동안의 의무적 중학교 과정을 거쳐 학생을 능력과 적성에 따라 구분한다. 중학교 이하 학생들은 추가 교육을 받거나 견습과정에 들어갈 수 있다.
2010-11학년도 동안 총 23명의 학생이 뤼첸탈의 수업에 참석했다. 구청에는 유치원이 없었다. 자치체에는 1개의 초등학교 학급과 13명의 학생이 있었다. 같은 해에 총 10명의 학생이 있는 하나의 중학교가 있었다. 한 학생은 스위스의 영주권자 또는 임시 거주자(시민이 아님)였으며 교실 언어와 다른 모국어를 사용했다.
2000년 기준으로, 뤼첸탈에서 15명의 학생이 시외 학교에 다녔다.